# Opius punctaticlypeus
Opius punctaticlypeus är en stekelart som beskrevs av Fischer 2005. Opius punctaticlypeus ingår i släktet Opius och familjen bracksteklar. Inga underarter finns listade i Catalogue of Life.